# Entrambasaguas
Entrambasaguas település Spanyolországban, Kantábria autonóm közösségben. Entrambasaguas Solórzano, Ruesga, Riotuerto, Medio Cudeyo, Marina de Cudeyo és Ribamontán al Monte községekkel határos. Lakosainak száma 5646 fő (2024).

## Népesség
A település népessége az elmúlt években az alábbi módon változott:
| Lakosok száma | 2455 | 2520 | 3120 | 3961 | 4655 | 4914 | 5010 | 5163 | 5418 | 5646 |
|               | 2001 | 2004 | 2007 | 2009 | 2012 | 2014 | 2017 | 2019 | 2022 | 2024 |